# Stefano Quaranta
Stefano Quaranta (Milano, 14 settembre 1971) è un politico italiano.

## Biografia

### Attività politica
È stato segretario regionale di Sinistra Ecologia Libertà in Liguria.
Il 25 febbraio 2013 viene eletto deputato con SEL.
Il 28 febbraio 2017 abbandona SEL per entrare in Articolo 1 - Movimento Democratico e Progressista. 
Alle elezioni politiche del 2018 è candidato come capolista al Senato per Liberi e Uguali in Liguria, ma non viene eletto.
Alle elezioni politiche anticipate del 25 settembre 2022 viene candidato per la Camera dei deputati nella lista Alleanza Verdi e Sinistra come capolista nel collegio plurinominale della Liguria.